# Ottrubay Melinda
Ottrubay Melinda, férjezett nevén galántai Esterházy Melinda hercegné (Budapest, 1920. május 24. – Kismarton, 2014. augusztus 28.) balett-táncosnő.

## Családja és származása
Jómódú középpolgári családban született. Édesapja, vitéz dr. Ottrubay Dezső, törvényszéki elnök, aradi köz- és váltó ügyvéd, anyja, Schmidt Rózsa volt. Apai nagyszülei Ottrubay József (1851–1915), királyi táblabíró, jogász, és Fritz Mária voltak. Apai dédszülei Ottrubay Károly (1801–1883), kincstári uradalmi ügyész Aradon, és a cseh köznemesi származású schwanenheimi Hruby Jozefina (1816–1889) voltak.

## Élete
Brada Ede magániskolájában kezdte tanulmányait. 1931-ben egy növendékmatinén tűnt fel. 1933-ban került a budapesti Operaház balettkarába. Itt Brada Rezső balettmester vette át képzését. Második évadjától címzetes magántáncos, 1937-től magántáncos, 1942-től első magántáncos, „primabalerina assoluta" volt. Karrierje csúcsán ismerkedett meg későbbi férjével, V. Esterházy Pál herceggel, akivel 1946. augusztus 3-án Budapesten házasságot kötött, és ekkor felhagyott balett-táncosi pályafutásával.
Férjét 1949-ben, a Mindszenty-perben hosszú fogságra és teljes vagyonelkobzásra ítélték. Az 1956-os forradalom alatt kiszabadult. A hercegi pár Zürichben telepedett le és ott élt egészen a herceg 1989 áprilisában bekövetkezett haláláig. Az özvegy fivérének, Ottrubay Józsefnek) fiával, dr. Ottrubay Istvánnal lett az Esterházy-vagyon kezelője.
1990-ben örökös tag címet kapott az Operaháztól.
2002-ben teljesen visszavonult a nyilvánosságtól.

## Szerepei
- Bartók–Harangozó Gyula: A fából faragott királyfi – Tündér
- Bartók–Harangozó Gyula: A csodálatos mandarin – Lány
- Beethoven–Milloss Aurél: Prométheusz teremtményei – Terpszikhoré
- Delibes–Nádasi Ferenc: Sylvia – címszerep
- Ravel–Jan Cieplinski: Bolero
- Rimszkij-Korszakov–Kölling: Seherezádé
- Richard Strauss–Jan Cieplinski: József legenda – Szulamit

## Könyve
- Ritmus és tánc (Budapest, 1939. Officina K.)

## Filmjei
- Magyar Feltámadás (1939)
- Pénz áll a házhoz (1939)